# Leonid Krasin

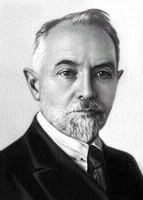
Leonid Krasin

Leonid Borisovitsj Krasin (Russisch: Леонид Борисович Красин) (Koergan, 27 juli 1870 – Londen, 24 november 1926), was een Sovjet-Russisch zakenman en diplomaat. Krasin was de zoon van een directeur van diverse vennootschappen. In 1900 studeerde hij als ingenieur af aan het Charkiv Technologisch Instituut. Daarna was hij werkzaam als ingenieur in Bakoe in Azerbeidzjan.

## Russische Sociaal Democratische Arbeiderspartij
Krasin groeide uit tot de leider van de bolsjewisten in Transkaukasië. In 1903 werd hij lid van het Centraal Comité van de Russische Sociaaldemocratische Arbeiderspartij (RSDAP). Hij was verantwoordelijk voor de uitgave en distributie van illegale bolsjewistische kranten. 
Krasin vond inmiddels een topbaan als ingenieur bij de schatrijke miljonair en communistische sympathisant Savva Morozov. Deze laatste pleegde in 1905 zelfmoord en liet een fortuin na aan de Bolsjewistische vleugel van de RSDAP. 
Krasin ontwikkelde zich in extreemlinkse richting binnen het Bolsjewisme en sloot zich aan bij de Voorwaarts Groep van Aleksandr Bogdanov, Maksim Gorki en Anatoli Loenatsjarski. Deze groep leefde in onmin met Lenin die vond dat hun semi-spirituele ideeën ver af stonden van het oorspronkelijke door Karl Marx bedoelde marxisme. In zijn boek Materialisme en Empirio-Criticisme keurde Lenin hun ideeën af.
Als chemicus en zakenman handelde hij in dynamiet die hij zowel verkocht aan de bolsjewisten als hun tegenstanders, de leden van de Socialistisch Revolutionaire Partij. Krasin was nauw betrokken bij de planning van de roofovervallen en terroristische aanslagen van de Bolsjewisten. In 1908 werd hij gearresteerd maar spoedig weer vrijgelaten. Hij emigreerde naar Duitsland en vond een topbaan als manager technologie bij Siemens-Schuckertwerke in Berlijn.

## Revolutie

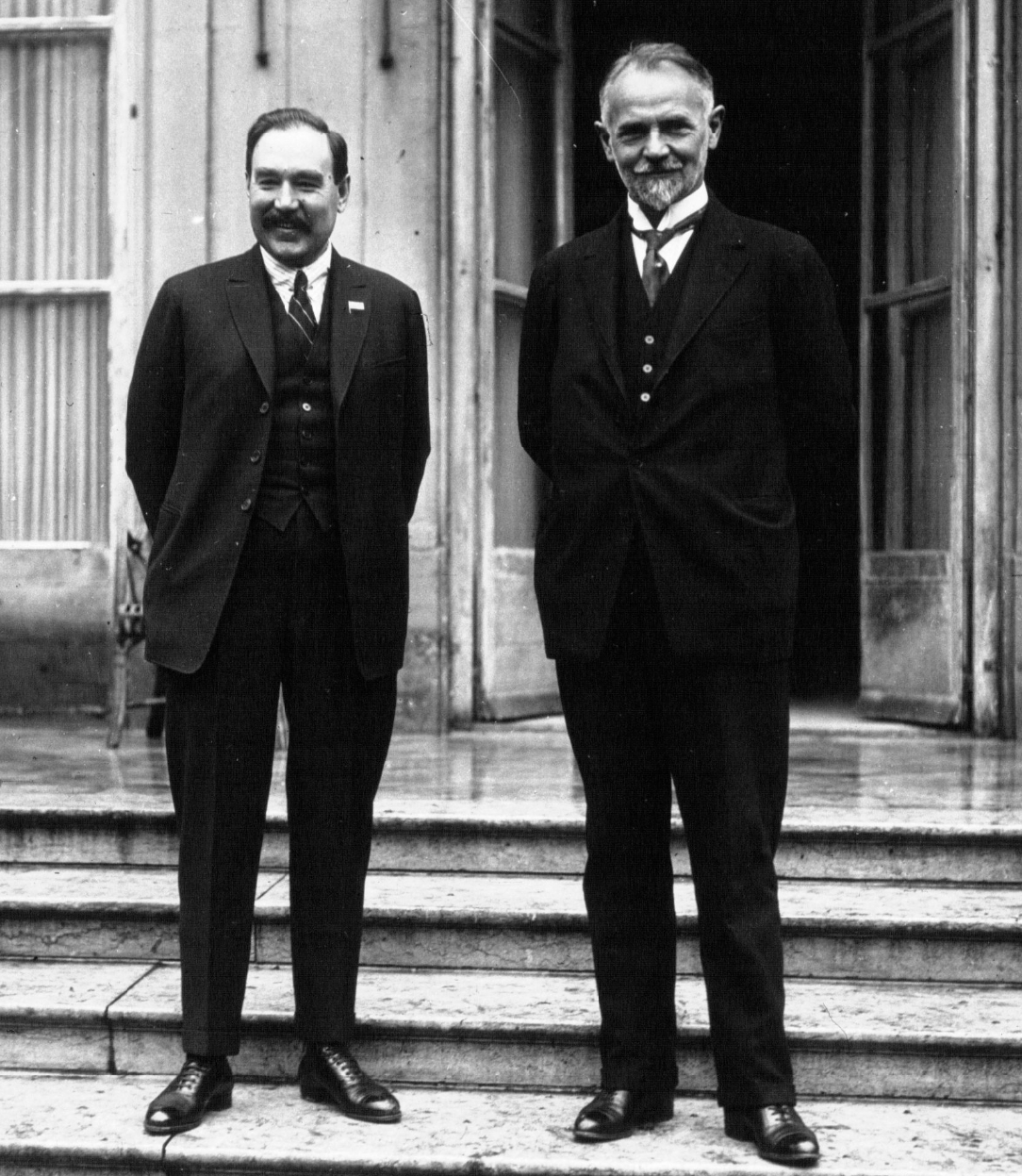
Krasin (rechts) met Alexander Shliapnikov in 1924 voor de Sovjetambassade in Parijs

In 1912 keerde Krasin (legaal) naar Rusland terug en werd directeur van de Siemens-Schuckert afdeling in Moskou. In november 1917, kort na de Oktoberrevolutie keurde hij de Bolsjewistische staatsgreep af en noemde haar "barbaars". Desondanks werd hij in 1918 onderhandelaar voor de Russen bij de vredesbesprekingen met de Duitsers te Brest-Litovsk. In de zomer van 1918 sloot hij een economisch verdrag met de Duitsers in Berlijn en legde zo de grondslag voor de economische samenwerking tussen Duitsland en Sovjet-Rusland.
Kort na zijn terugkeer in Moskou werd Krasin voorzitter van de Speciale Commissie voor de bevoorrading van het Rode Leger en lid van de Hoge Economische Commissie. 
In 1919 werd Krasin volkscommissaris (minister) van Handel, Industrie en Transport en in 1920 van Buitenlandse Handel. In hetzelfde jaar was hij leider van de Russische vredesdelegatie in Estland en in 1921 legde hij de basis voor diplomatieke betrekkingen tussen de Sovjet-Unie en Groot-Brittannië. In 1922 woonde hij de conferenties van Den Haag en Genua bij. 
Krasin werd in 1924 ambassadeur in Londen. (Groot-Brittannië was samen met het fascistisch Italië het eerste West-Europese land dat gezanten uitwisselde met de Sovjet-Unie.) In 1926 overleed hij in Londen.